# André de Ruyter
Pour les articles homonymes, voir de Ruyter.
André Marinus de Ruyter (né le 20 mars 1968) est un homme d'affaires sud-africain, qui a travaillé chez Sasol et Nampak.
En décembre 2019, il est nommé PDG d'Eskom, la société d'électricité publique d'Afrique du Sud. Le 14 décembre 2022 est annoncé qu'il quitterait bientôt ses fonctions de PDG d'Eskom.
André de Ruyter a publié un livre, Truth to Power en mai 2023, qui détaille ses trois années à Eskom et le niveau de pillage et d'ingérence politique qui ont contribué à la chute du fournisseur d'énergie.

## Origines et formation
André de Ruyter est né à Pretoria en 1968. Il est titulaire d'un bachelor de l'université de Pretoria, d'un Bachelor of Civil Law et d'un Bachelor of Laws de l'université d'Afrique du Sud et d'un Master of Business Administration de la Nyenrode Business University.

## Carrière professionnelle

### Débuts
En décembre 2019, André de Ruyter est nommé PDG d'Eskom, la société d'électricité publique d'Afrique du Sud. Selon The Citizen, au cours de son mandat, de Ruyter a ciblé les « syndicats de vol de charbon », amélioré la maintenance et supervisé un virage vers l'énergie renouvelable. Cependant, pendant son mandat, l'Afrique du Sud a subi les pires pannes d'électricité de l'histoire.

### Démission
Le 12 décembre 2022, André de Ruyter présente sa démission comme PDG d'Eskom. Le lendemain, au travail, il aurait bu une tasse de café qui lui aurait été servie, sans le savoir, imbibée de cyanure. Après avoir reçu un traitement médical, un cas de tentative de meurtre est ouvert par la police sud-africaine.
En décembre 2022, les coupures de courant atteignent leur niveau le plus sévère. Ce même mois, André de Ruyter est critiqué par Gwede Mantashe, ministre des Ressources minérales et de l'Énergie et président du Congrès national africain au pouvoir. Mantashe surnomme Ruyter le « policier » et accuse Eskom d'« agir pour le renversement de l'État ». Après ces remarques, André de Ruyter démissionne.
L'homme politique d'opposition Ghaleb Cachalia (en) accuse alors Mantashe d'avoir menée une campagne contre André de Ruyter, alors qu'il luttait contre la corruption. Il ajoute que Pravin Gordhan, ministre des Entreprises publiques, avait été « impuissant face à Mantashe ». L'Union nationale des métallurgistes d'Afrique du Sud salue pour sa part la démission d'André de Ruyter, invoquant son « incompétence », tout en appelant à la démission de Gordhan.
En janvier 2023, André de Ruyter déclare que les coupures de courant se poursuivent. Le 22 février suivant, il démissionne, et le directeur financier Calib Cassim est nommé PDG par intérim.
Sa démission fait suite à une interview qu'il a accordée à eTV. Il a allégué que des cas de vol avaient entraîné des pertes de un milliard de rands par mois de la part d'Eskom, qu'un député de l'ANC était impliqué et que la police enquêtait sur son empoisonnement. Il a également affirmé que le Fonds central pour l'énergie avait proposé de convertir les centrales au charbon en exploitation gazière, à la suite d'une visite du ministre de l'Énergie de la Russie ; en réponse, le Fonds l'a accusé d'« imprudence ». Le secrétaire général de l'ANC, Fikile Mbalula, exige alors des preuves pour étayer ces allégations, menaçant de « prendre des mesures », et insistant sur le fait que l'ANC « n'est pas corrompue »,,,,,.